# Optometer

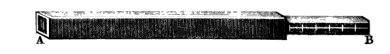
Optometer nach Stampfer

Die Darstellung verdeutlicht den Einfluss der Linse auf die Brechkraft des Auges.

Als Optometer bezeichnet man in der Medizin ein Gerät, mit dem die Brechkraft der Augen und ihre Sehweite bestimmt wurde. Als Grundlage dienen dabei der Fern- und der Nahpunkt, also die Entfernung eines Gegenstands, bei der er jeweils gerade noch scharf gesehen wird (siehe auch: Akkommodation). Der Fernpunkt liegt beim Normalsichtigen im Unendlichen. Durch den ergänzenden Einsatz von in den Strahlengang gesetzten Linsen kann er in eine endliche Entfernung gerückt und damit ein messbares Ergebnis erzielt werden.
Es wurden verschiedene Arten von Optometern entwickelt, dazu zählen die nach Christoph Scheiner (Scheinersches Optometer), nach Thomas Young, nach Simon Stampfer und nach Franciscus Cornelis Donders sowie das Farbenoptometer.

## Historische Literatur
- Christian Georg Theodor Ruete: Der Augenspiegel und das Optometer für practische Aerzte. Verlag der Dieterichschen Buchhandlung, Göttingen 1852.